# Muhammad Al Maghrabi
Muhammad Al Maghrabi (ar. محمد المغربي, ur. 19 kwietnia 1985) – piłkarz libijski grający na pozycji obrońcy. Od 2010 roku jest zawodnikiem klubu Olympique Khouribga.

## Kariera klubowa
Karierę piłkarską Al Maghrabi rozpoczął w klubie Al-Ahly Trypolis. W 2003 roku zadebiutował w jego barwach w pierwszej lidze libijskiej. W 2006 roku zdobył z Al-Ahly Puchar Libii.
W 2010 roku Al Maghrabi został zawodnikiem marokańskiego zespołu Olympique Khouribga.

## Kariera reprezentacyjna
W reprezentacji Libii Al Maghrabi zadebiutował w 2006 roku. W 2012 roku został powołany do kadry na Puchar Narodów Afryki 2012.